# Michael K. Williams
Michael Kenneth Williams (Brooklyn, 1966. november 22. – Brooklyn, 2021. szeptember 6.) amerikai színész. 
Ő játszotta Omar Little-t a Drót HBO-os drámasorozatban, és Albert "Chalky" White-ot a Boardwalk Empire – Gengszterkorzó című sorozatban. Számos filmben és tévésorozatban játszott mellékszerepeket, többek között Az út, a Beépített hiba, az Aznap éjjel, a Hideg nyomon, a 12 év rabszolgaság, a When We Rise, A Central parki ötök és a Hap és Leonard című filmekben. 
Williams öt Primetime Emmy-díj jelölést kapott: háromszor jelölték kiemelkedő mellékszereplőnek korlátozott sorozatban vagy filmben, egyszer kiemelkedő mellékszereplőnek drámasorozatban (függőben), egyszer pedig kiemelkedő ismeretterjesztő sorozatban vagy különkiadásban.

## Fiatalkora
Williams a New York-i Brooklynban született, Nassau-i édesanyja és amerikai Booker T. Williams fiaként, aki a dél-karolinai Greeleyville-ből származik, ahol afroamerikai családjának mély gyökerei élnek. Williams a brooklyni East Flatbushban, a Vanderveer Projectsben nőtt fel, és a George Westinghouse Career and Technical Education High Schoolba járt. Egy DNS-elemzés szerint részben a Sierra Leone-i mende néptől származik.
Miután fiatalkorában bajba keveredett, beiratkozott a New York-i Nemzeti Fekete Színházba.

## Halála
2021. szeptember 6-án Williams-t holtan találta unokaöccse a brooklyni Williamsburg-i lakásában. A rendőrség közlése szerint a halál oka valószínűleg kábítószer-túladagolás volt.

## Filmográfia

### Videójátékok
| Év   | Cím              | Szerep                         | Megjegyzés                            |
| ---- | ---------------- | ------------------------------ | ------------------------------------- |
| 2013 | Battlefield 4    | Kimble "Irish" Graves őrmester | szinkron és motion capture            |
| 2020 | NBA 2K21         | Archie Baldwin                 |                                       |
| 2021 | Battlefield 2042 | Kimble "Irish" Graves százados | Posztumusz; Hang- és mozgóképfelvétel |

## Fordítás
- Ez a szócikk részben vagy egészben  a   Michael K. Williams című angol Wikipédia-szócikk fordításán alapul.  Az eredeti cikk szerkesztőit annak laptörténete sorolja fel. Ez a jelzés csupán a megfogalmazás eredetét és a szerzői jogokat jelzi, nem szolgál a cikkben szereplő információk forrásmegjelöléseként.